# Пфафинг (Округ Розенхајм)
Пфафинг (њем. Pfaffing) општина је у њемачкој савезној држави Баварска. Једно је од 46 општинских средишта округа Розенхајм. Према процјени из 2010. у општини је живјело 3.926 становника. Посједује регионалну шифру (AGS) 9187159.

## Географски и демографски подаци
Пфафинг се налази у савезној држави Баварска у округу Розенхајм. Општина се налази на надморској висини од 492 метра. Површина општине износи 35,4 km². У самом мјесту је, према процјени из 2010. године, живјело 3.926 становника. Просјечна густина становништва износи 111 становника/km².